# Del Gaudio
Del Gaudio è un cognome di lingua italiana.

## Varianti
Gaudi, Gaudio, Gaudiosi, Gaudioso.

## Origine e diffusione
Cognome tipicamente panitaliano, è presente prevalentemente in Italia centro-settentrionale.
Potrebbe derivare dal latino gaudere, "godere". È affine ai cognomi Fecondo, Felici, Gaudenzi, Asero e Beati.